# Samia Essabaa
 (octobre 2021).
 (septembre 2023).
Il peut être nécessaire de l'améliorer pour respecter le principe de neutralité de point de vue. Veuillez consulter la page de discussion pour plus de détails.

Samia Essabaa, née le 4 octobre 1966, est une enseignante française réputée pour son action militante en faveur de la paix et du dialogue entre les ethnies et les minorités en France et à l'étranger. Elle a été décorée de l'ordre des Palmes académiques et nommée au grade de chevalier de l'Ordre national du Mérite.

## Aperçu biographique
Samia Essabaa est professeur d'anglais au lycée professionnel Théodore Monod de Noisy-le-Sec (Seine-Saint-Denis). Elle enseigne à des adolescents majoritairement issus de l’immigration. Elle cherche à dénoncer les préjugés antisémites qui empêchent le dialogue entre les minorités ethniques en France et les peuples à l'étranger. Son approche est à la fois pédagogique et culturelle : pour déconstruire les préjugés, elle tente de faire changer le regard porté sur l'autre et de favoriser la rencontre de l'autre, rencontre culturelle, par exemple, comme les voyages à Auschwitz qu'elle a organisé avec ses élèves.

## Engagements citoyens
Elle dit avoir pris conscience, à la suite des attentats du 11 septembre 2001, de la nécessité d'agir pour remédier aux différentes formes de racisme et/ou d'antisémitisme qui se manifestent dans ses classes. Issue elle-même de l'immigration, elle constate que les clichés sont toujours bien ancrés[source insuffisante].
Elle décide de lutter contre cette incompréhension intercommunautaire et organise ainsi un premier voyage scolaire à Auschwitz en 2005. La préparation de ce voyage est l’occasion d'apprendre l'histoire récente de « l'autre » (Auschwitz et la Shoah)
Elle fait découvrir à ses élèves les parcours de Simone Veil et de Lucie Aubrac. 
En 2007, elle réédite l'expérience et y associe une classe d’un lycée juif des Pavillons-sous-bois (Seine-Saint-Denis) et une classe d’un lycée mixte juif-musulman de Casablanca.
En 2008, elle emmène une classe au Maroc pour faire découvrir aux élèves le passé tolérant de ce pays pendant la guerre, et leur montrer que l'entente est possible. Et, en avril 2009, elle décide de poursuivre ses projets en accompagnant l'une de ses classes au Mémorial de l'Holocauste à Washington (États-Unis)[source insuffisante].
En avril 2008, Samia Essabaa est nommée par Nicolas Sarkozy, membre du Comité de réflexion sur le préambule de la Constitution, présidé par Simone Veil.

## Publication
- Le Voyage des lycéens. Des jeunes de cité découvrent la Shoah, éditions Stock, 2009

## Décorations
- Chevalier de la Légion d'honneur (nomination le 31 décembre 2012)[4]
- Commandeur de l'ordre national du Mérite (nomination le 15 mai 2025)[5]
  - officier du 29 novembre 2018[5]
  - nommée chevalier le 15 mai 2009[6], faite chevalier le 23 juin 2009 par Simone Veil
- Officier de l'ordre des Palmes académiques (2007, remise par Élisabeth Guigou)

## Sources
Quelques sources pour une publication récente (2009) :
- Samia Essabaa. Prof de tolérance (Le Nouvel obs)
- Son entretien avec Simone Veil sur le JDD.fr